# Clephydroneura lali
Clephydroneura lali är en tvåvingeart som beskrevs av Joseph och Parui 1979. Clephydroneura lali ingår i släktet Clephydroneura och familjen rovflugor.
Artens utbredningsområde är Tamil Nadu (Indien). Inga underarter finns listade i Catalogue of Life.